# Jeff Coffin
Jeff Coffin (5 agosto 1965) è un sassofonista statunitense.
È conosciuto soprattutto per essere il sassofonista della Dave Matthews Band e dei Béla Fleck and the Flecktones. Oltre al sassofono suona anche il clarinetto, il flauto e l'oboe.

## Biografia
Dopo aver frequentato l'Università del New Hampshire, Coffin si è spostato alla University of North Texas dove nel 1990 si è laureato come bachelor in Educazione musicale. Grazie ad una borsa di studio ricevuta dalla NEA, nel 1991 prosegue gli studi sotto la guida di Joe Lovano ed inizia ad insegnare. Nonostante nello stesso anno abbia iniziato ad uscire dai confini dell'educazione entrando nella scena musicale di Nashville, Coffin continua ad interessarsi di insegnamento musicale.
Coffin ha pubblicato anche alcuni album da solista, è da segnalare in particolare l'album Bloom uscito nel febbraio del 2005 e registrato durante un momento di inattività dei Flecktones. Coffin è famoso anche perché riesce a suonare due sassofoni (alto e tenore) contemporaneamente, riprendendo la tecnica resa nota da Roland Kirk.
Ha suonato il clarinetto nell'album Sun Dirt Water dei The Waifs.

### Béla Fleck and the Flecktones
È entrato a far parte dei Béla Fleck and the Flecktones nel marzo del 1997 ed ha suonato in ogni loro album da Left of Cool (1998) a Jingle All the Way (2008).
Coffin fa ancora ufficialmente parte della band ma il suo impegno con la Dave Matthews Band gli ha precluso la possibilità di andare in tour con i Flecktones. Egli infatti non compare nell'ultimo album Rocket Science nel quale è stato sostituito con il membro originario della band Howard Levy.

### Dave Matthews Band
Il 1º luglio 2008 Coffin entrò a far parte della Dave Matthews Band per il loro tour estivo, sostituendo il sassofonista LeRoi Moore coinvolto in un incidente di ATV. Sebbene la collaborazione fosse inizialmente prevista come temporanea, Moore morì per complicazioni inaspettate il 19 agosto 2008, e così Coffin si unì ufficialmente alla band da quel momento. Oltre alle altre cose, completò il lavoro lasciato incompleto da Moore nel disco Big Whiskey and the GrooGrux King.

### Mu'tet
Fin dalla fine degli anni '90 Jeff registrò e andò in tour con la sua band, i Mu'tet, composta da:
- Bill Fanning - tromba
- Jeff Spie- batteria
- Kofi Burbridge- tastiere e flauto
- Felix Pastorius- basso

con i quali ha registrato gli album:
- 1998 - Outside the LInes (Artifex Records)
- 1999 - Commonality (Compass Records)
- 2001 - Go-Round (Compass Records)
- 2005 - Bloom (Compass Records)
- 2008 - Mutopia (Compass Records)